# 訃報 2011年12月
訃報 2011年12月（ふほう 2011ねん12がつ）では、2011年12月に物故した、又は物故が報じられた人物についてまとめる。

## 1日 - 15日

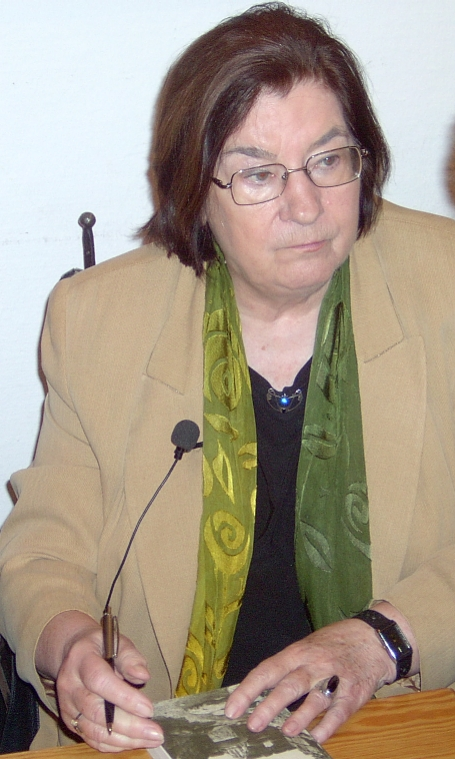
クリスタ・ヴォルフ／12月1日没

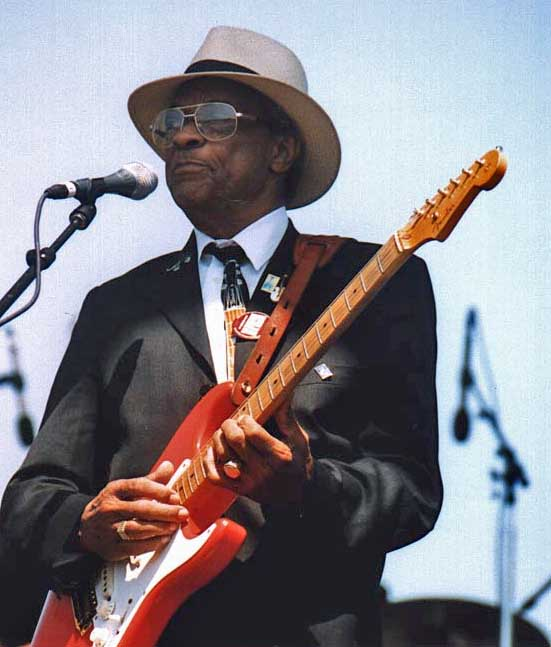
ヒューバート・サムリン／12月4日没

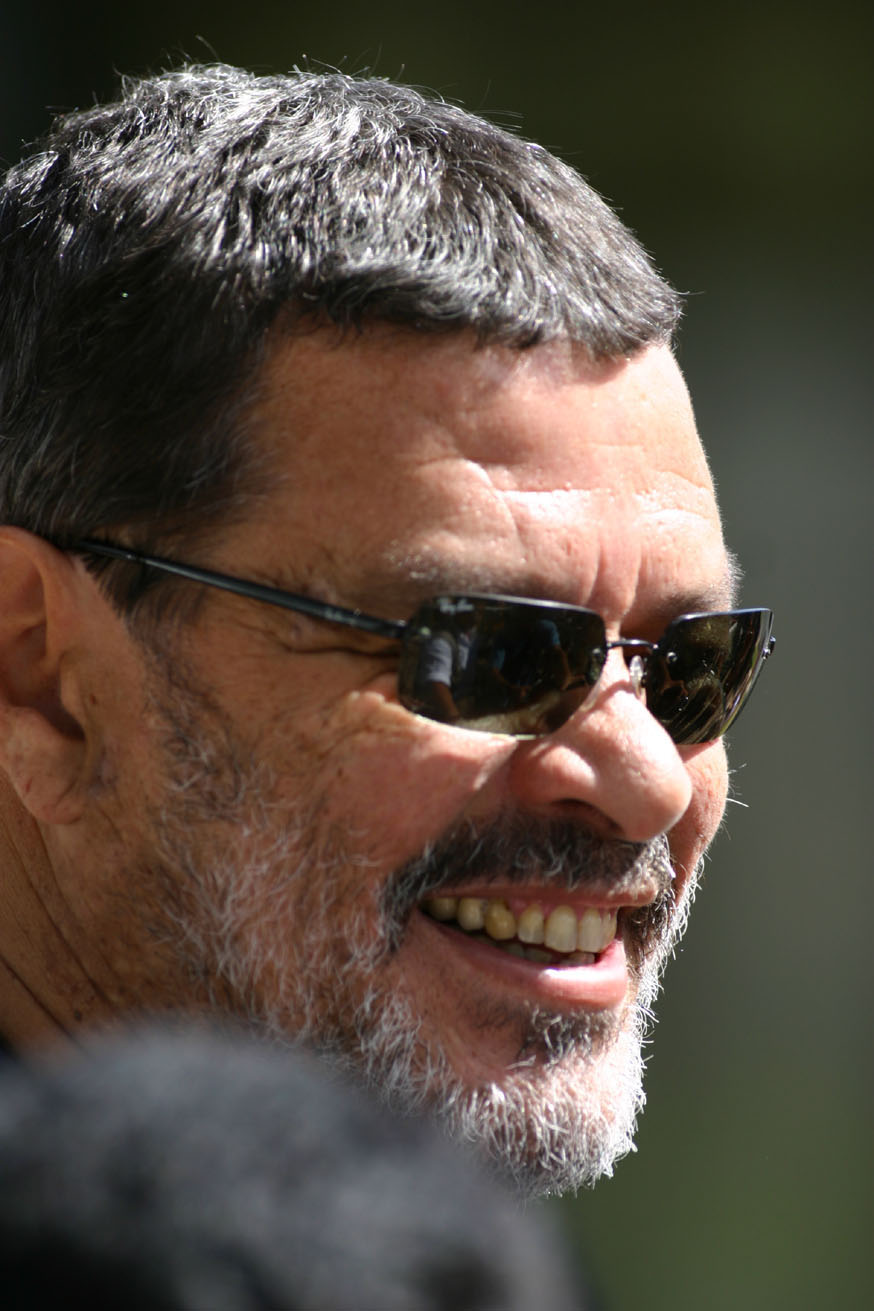
ソクラテス／12月4日没

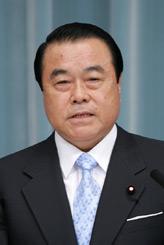
冬柴鐵三／12月5日没

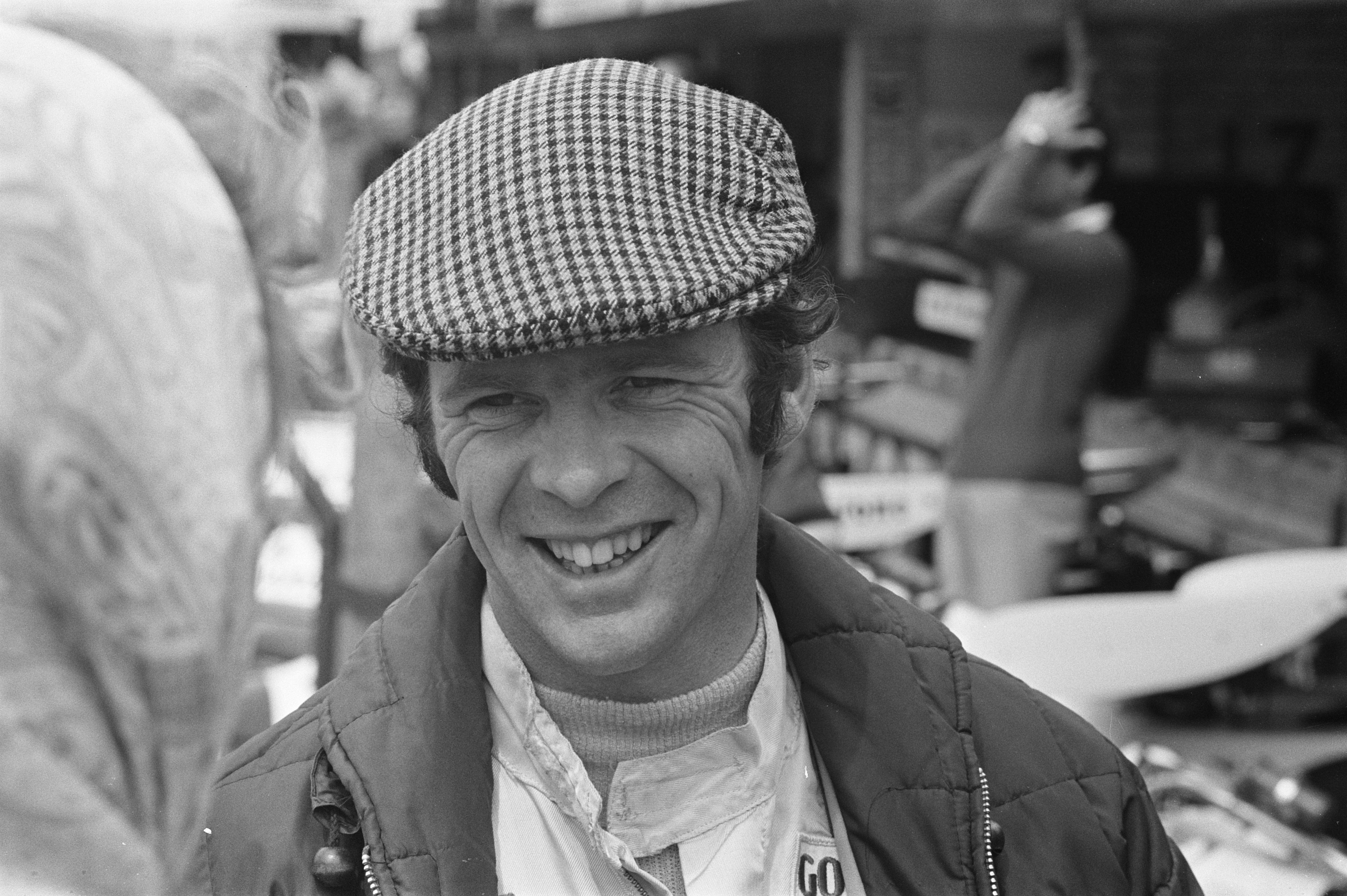
ピーター・ゲシン／12月5日没

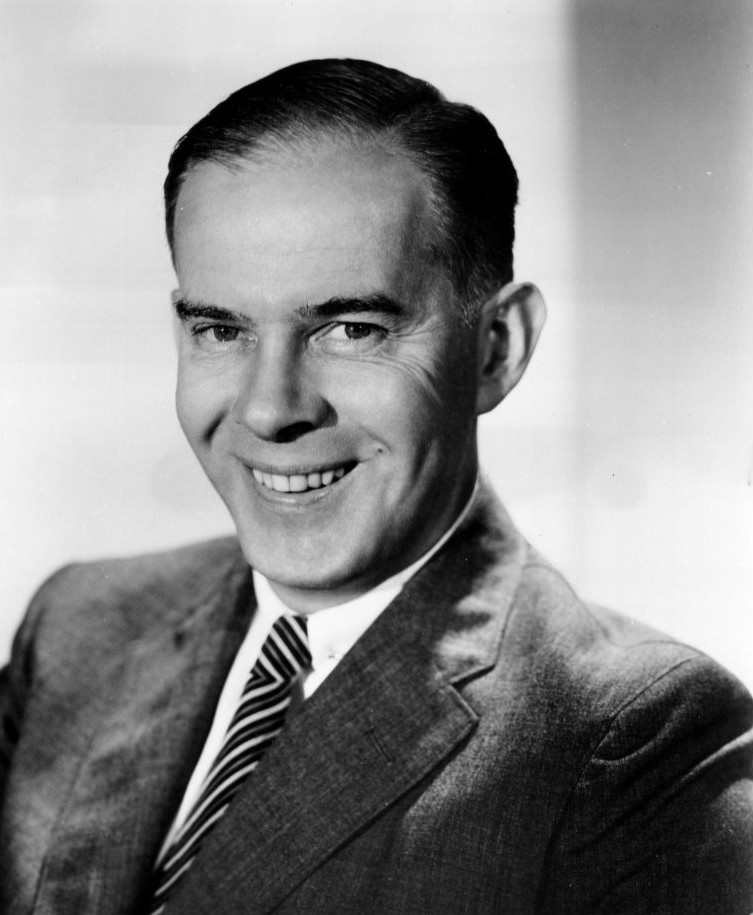
ハリー・モーガン／12月7日没

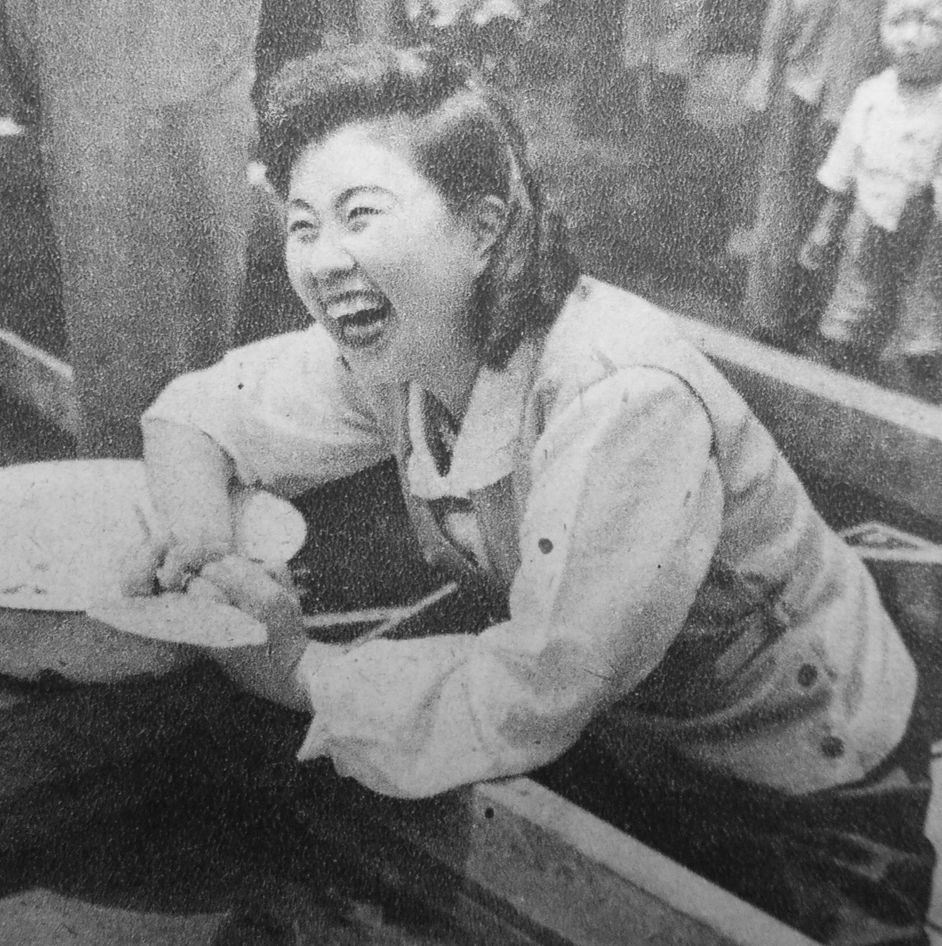
松田トシ／12月7日没

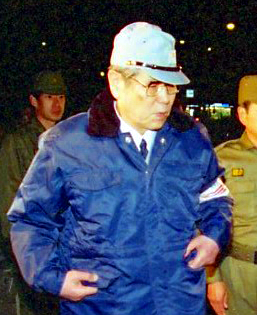
笹山幸俊／12月10日没

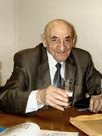
ボリス・チェルトック／12月14日没

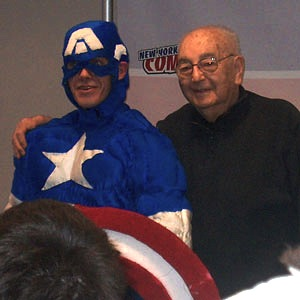
ジョー・サイモン（右）／12月14日没

- 12月1日 - 松永信雄、日本の外交官、外務省官僚、外務事務次官、アメリカ合衆国駐箚特命全権大使（* 1923年）[1]
- 12月1日 - 尾崎宗秀、日本の実業家、象印マホービン元副社長（* 1927年?）[2]
- 12月1日 - クリスタ・ヴォルフ、ドイツの小説家（* 1929年）[3]
- 12月1日 - 内山まもる、日本の漫画家（* 1949年）[4]
- 12月1日 - 荒木伸吾、日本のアニメーター（* 1939年）[5]
- 12月1日 - 水野新平、日本の実業家、ホーユー社長（* 1956年?）[6]
- 12月2日 - 長谷川チヨノ、日本のスーパーセンテナリアン、長寿日本一（* 1896年）[7]
- 12月2日 - ビル・タピア（Bill Tapia）、アメリカ合衆国の演奏家（* 1908年）[8]
- 12月2日 - クリストファー・マクドナルド、イギリスの実業家、第8回日本サッカー殿堂顕彰者（* 1931年）[9]
- 12月2日 - 安住重彦、日本の政治家、元宮城県牡鹿町長、安住淳財務相の父（* 1926年）[10]
- 12月4日 - ヒューバート・サムリン、アメリカ合衆国のブルース・ミュージシャン、ギタリスト（* 1931年）[11]
- 12月4日 - 栗川仁、日本の政治家、栃木県那須塩原市長、旧黒磯市長（* 1944年）[12]
- 12月4日 - ソクラテス、ブラジルのサッカー選手、サッカーブラジル代表元選手（* 1954年）[13]
- 12月5日 - 野田卿、日本の政治家、元長崎県諫早市長（* 1927年）[14]
- 12月5日 - 冬柴鐵三、日本の政治家、元衆議院議員、元公明党幹事長、第7・8代国土交通大臣（* 1936年）[15]
- 12月5日 - ピーター・ゲシン、イギリスのカーレーサー（* 1940年）[16]
- 12月7日 - ハリー・モーガン、アメリカ合衆国の俳優（* 1915年）[17]
- 12月7日 - 松田トシ、日本の歌手、声楽家（* 1915年）[18]
- 12月7日 - 内田喜三男、日本の舞台美術家（* 1931年?）[19]
- 12月7日 - 早川尚古斎、日本の竹工芸作家、人間国宝（* 1932年）[20]
- 12月7日 - 内田有作、日本の特撮関係者、元東映生田スタジオ所長、内田吐夢の二男（* 1934年?）[21]
- 12月8日 - 三木稔、日本の作曲家（* 1930年）[22]
- 12月8日 - 古賀一隆、日本の元競馬騎手、競馬調教師【日本中央競馬会所属】（* 1935年）[23]
- 12月8日 - 新美春之、日本の実業家、昭和シェル石油名誉会長（* 1936年）[24]
- 12月9日 - 松園直已、日本の実業家、ヤクルト本社元副会長、ヤクルトスワローズ球団第3代オーナー（* 1922年）[25]
- 12月9日 - 岸千恵子、日本の民謡歌手（* 1942年）[26]
- 12月10日 - 笹山幸俊、日本の政治家、元兵庫県神戸市長（* 1924年）[27]
- 12月10日 - 岩木保夫、日本の映画照明技師（* 1927年）[28]
- 12月10日 - 市川森一、日本の脚本家（* 1941年）[29]
- 12月12日 - 岸田実、日本の官僚、元参議院事務総長（* 1912年）[30]
- 12月12日 - 羽鳥徹哉、日本の文学者、日本近代文学の研究者、成蹊大学名誉教授（* 1936年）[31]
- 12月13日 - 矢吹萬寿、日本の農学者、大阪府立大学名誉教授（* 1923年）[32]
- 12月13日 - 山下文男、日本の津波災害史研究家、元日本共産党中央委員会文化部長（* 1924年）[33]
- 12月13日 - 中島敏次郎、日本の外交官、最高裁判所判事（* 1925年）[34]
- 12月13日 - 朴泰俊、大韓民国の政治家、軍人、第32代大韓民国国務総理（* 1927年）[35]
- 12月13日 - 竹村和子、日本の文学研究者（* 1954年）[36]
- 12月14日 - ボリス・チェルトック、ソビエト社会主義共和国連邦／ロシア連邦の宇宙工学者（* 1912年）[37]
- 12月14日 - ジョー・サイモン、アメリカ合衆国の漫画家（* 1913年）[38]
- 12月14日 - 長井恒高、日本のデザイナー（* 1924年?）[39]
- 12月14日 - 小山田昭、日本の舞台音響プランナー（* 1950年?）[40]

## 16日 - 31日

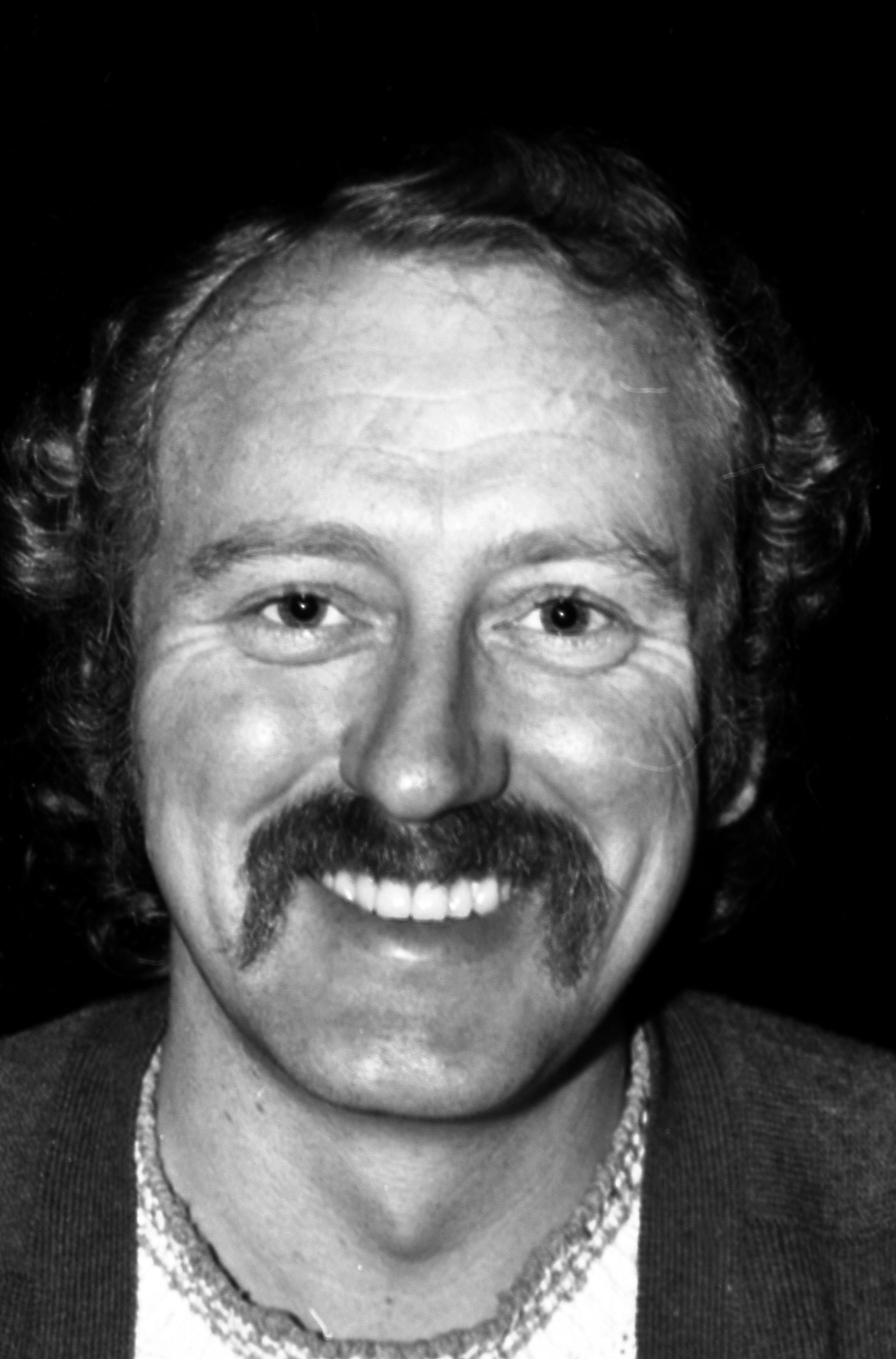
ニコール・ウィリアムソン／12月16日没

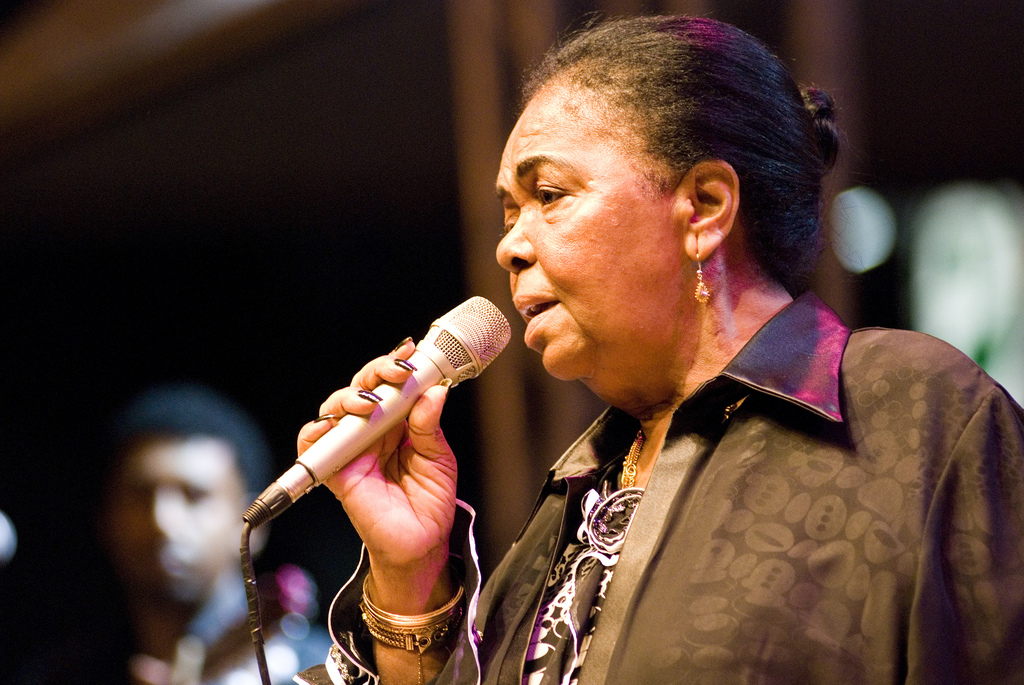
セザリア・エヴォラ／12月17日没

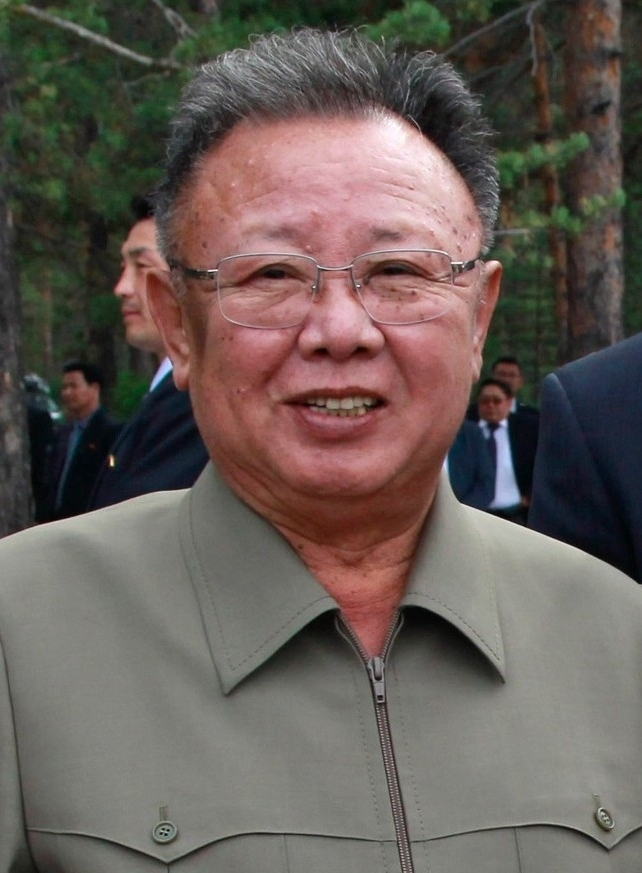
金正日／12月17日没

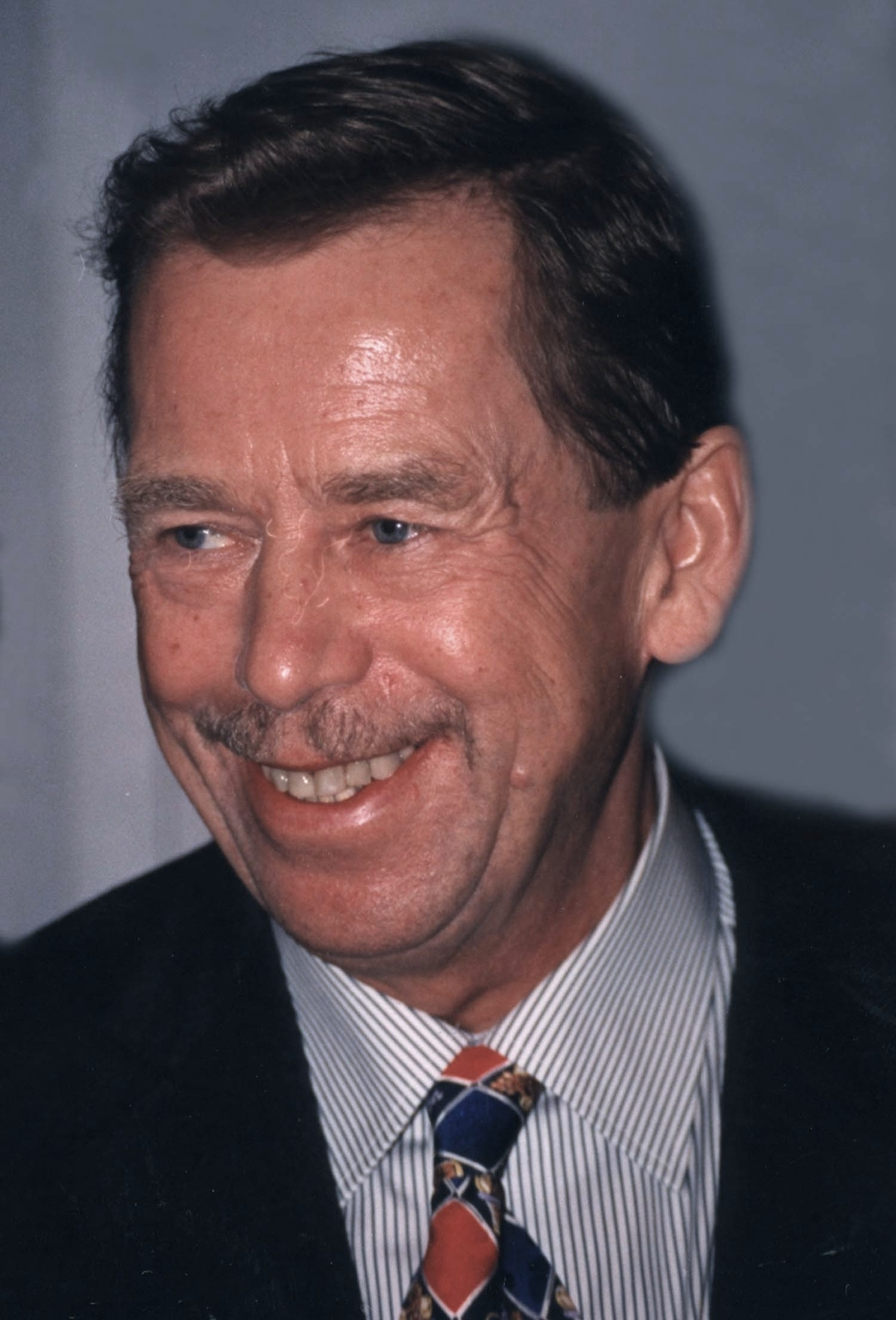
ヴァーツラフ・ハヴェル／12月18日没

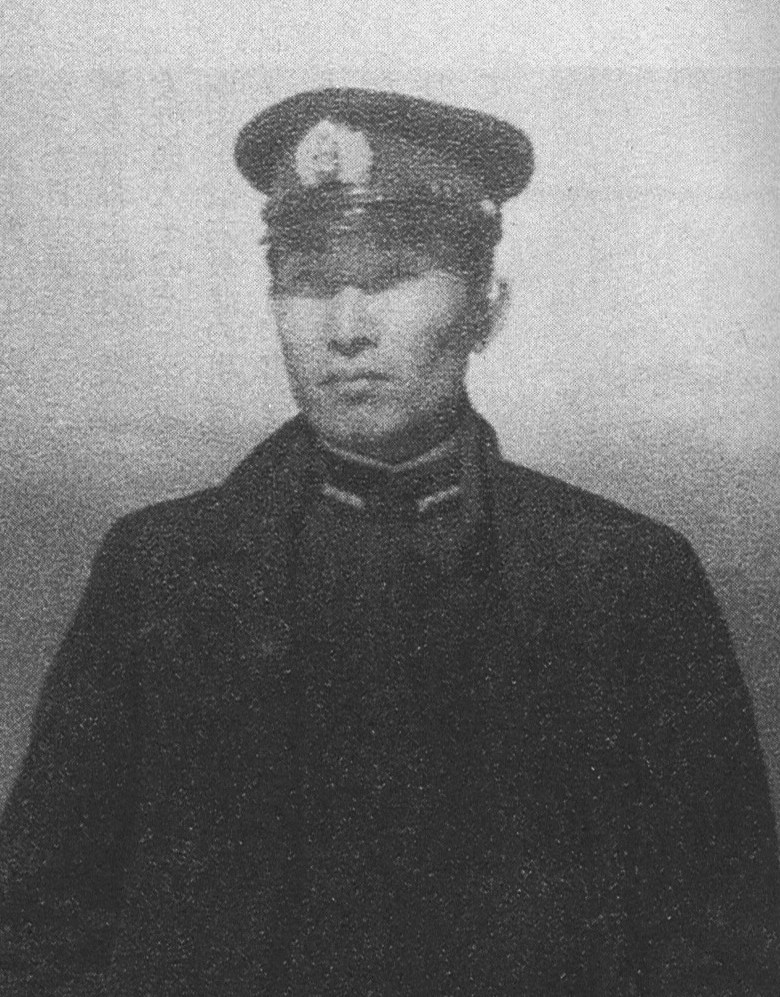
黒沢丈夫／12月22日没

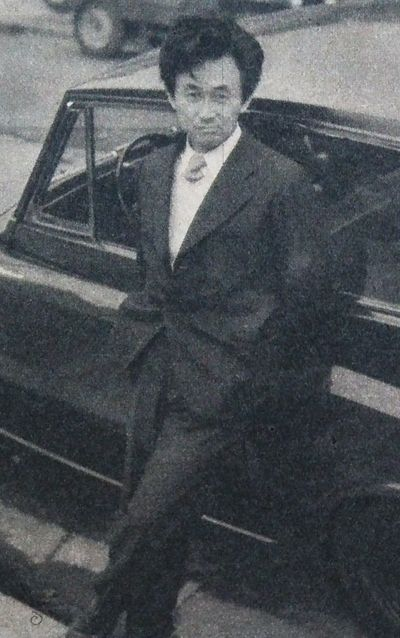
柳宗理／12月25日没

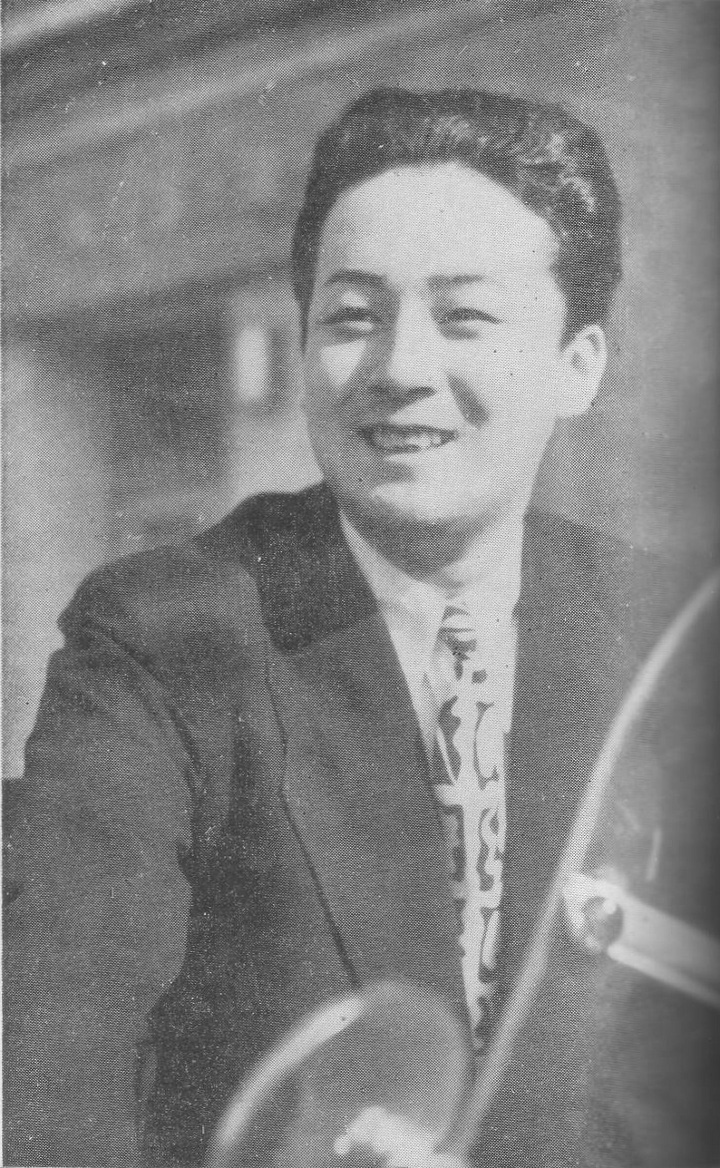
十世岩井半四郎／12月25日没

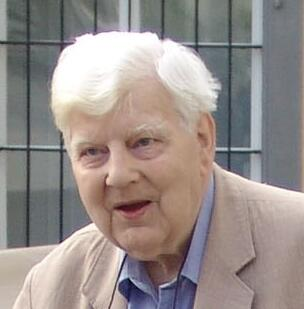
マイケル・ダメット／12月27日没

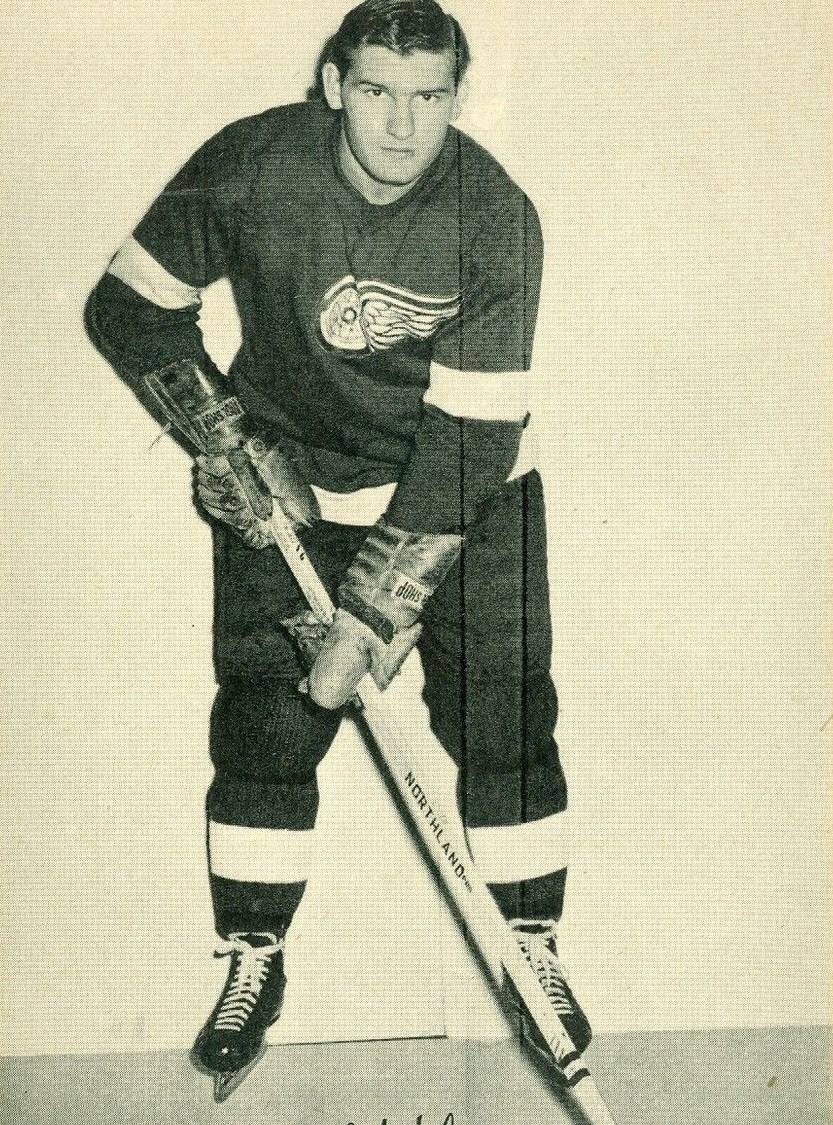
ジョニー・ウィルソン／12月27日没

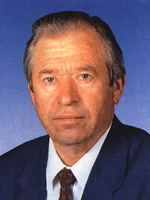
ワシリー・スタロドゥプツェフ／12月30日没

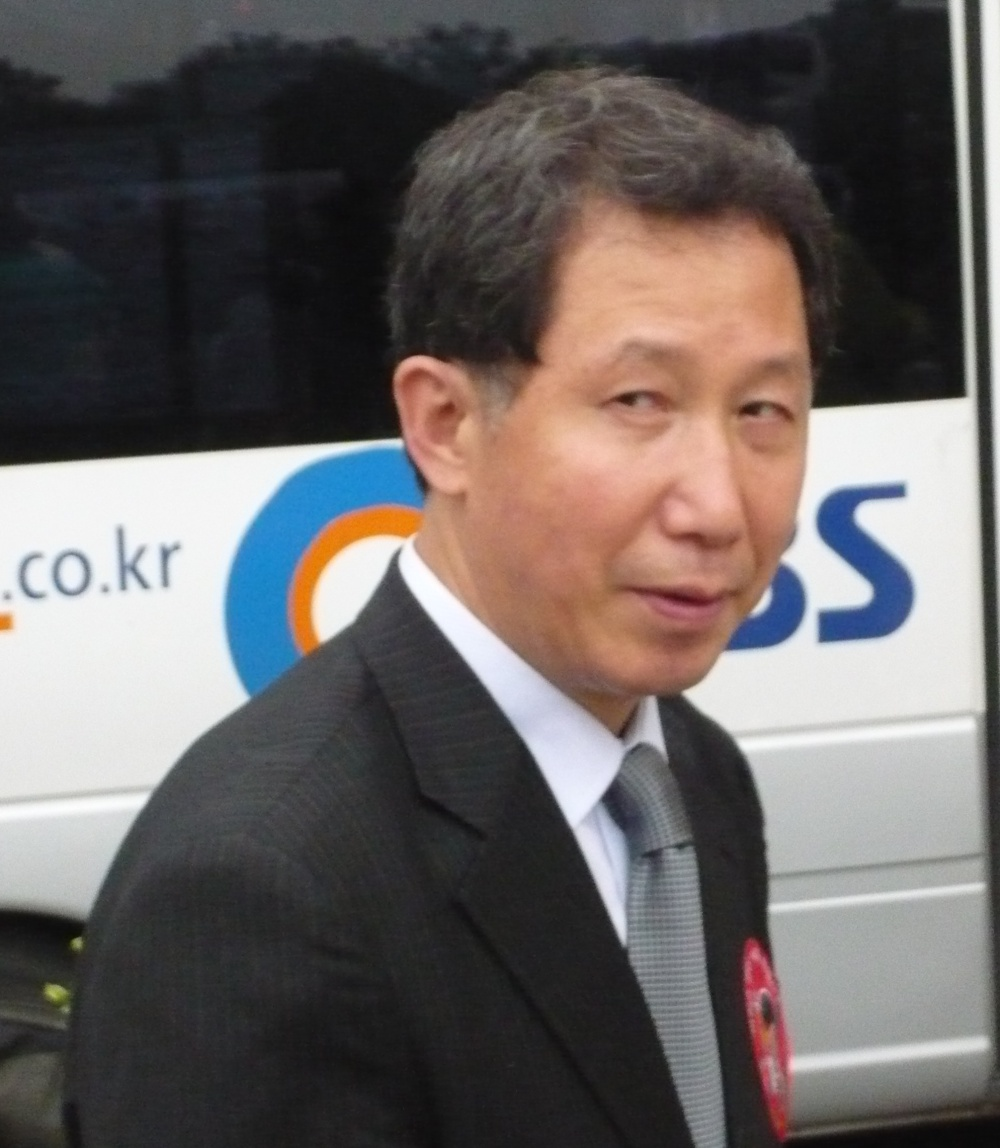
金槿泰／12月30日没

- 12月16日 - 塩見力造、日本の「甲府鳥もつ煮」の考案者（* 1926年?）[41]
- 12月16日（遺体発見日） - 大槻義一、日本の映画監督（* 1927年）[42]
- 12月16日 - ニコール・ウィリアムソン、スコットランドの俳優 (* 1936年)[43]
- 12月16日 - 山本集、日本の画家、高校野球指導者（* 1940年）[44]
- 12月16日 - 鍵田忠兵衛、日本の政治家、奈良県議会議員、元自由民主党衆議院議員、第21代奈良市長（* 1957年）[45]
- 12月17日 - 西田陽太郎、日本の実業家、元テレビ山口社長（* 1932年?）[46]
- 12月17日 - セザリア・エヴォラ、カーボベルデのファド歌手（* 1941年）[47]
- 12月17日 - 金正日、朝鮮民主主義人民共和国（北朝鮮）国防委員長、朝鮮労働党総書記（* 1942年）[48][49]
- 12月17日 - エバ・エクバル（Eva Ekvall）、アメリカのミス・ベネズエラ、女優（* 1983年）[50]
- 12月18日 - ヴァーツラフ・ハヴェル、チェコの政治家（チェコ共和国初代大統領）、劇作家（* 1936年）[51]
- 12月18日 - 吉田カツ、日本のイラストレーター（* 1939年）[52]
- 12月18日 - ラルフ・マクドナルド、アメリカのパーカッショニスト（* 1944年）[53]
- 12月19日 - 松本礼児、日本の作詞家（* 1943年）[54]
- 12月19日 - 菅野ひろゆき、日本のゲームデザイナー・シナリオライター（* 1968年）[55]
- 12月20日 - 富岡素敬、日本の特撮映画撮影監督（* 1924年）
- 12月20日 - 長谷政弘、日本の商学者（* 1937年）[56]
- 12月20日 - 森田芳光、日本の映画監督、脚本家（* 1950年）[57]
- 12月20日 - 吉田哲郎、日本の脚本家（* 1929年）[58]
- 12月21日 - 松野正子、日本の児童文学作家・翻訳家（* 1935年）[59]
- 12月21日 - 上田馬之助、日本のプロレスラー（* 1940年）[60]
- 12月21日 - 野島久雄、日本の認知科学者（* 1956年）[61]
- 12月21日 - 野村美和子、日本の女子プロレスラー（* 1990年）[62]
- 12月22日 - 黒沢丈夫、日本の政治家、元海軍士官・操縦士、元群馬県上野村長（* 1913年）[63]
- 12月22日 - 江見康一、日本の経済学者（* 1921年）[64]
- 12月22日 - 岡村泰孝、日本の検察官、弁護士、第17代最高検察庁検事総長（* 1929年）[65]
- 12月24日 - 飯沼慧、日本の俳優（* 1926年）[66]
- 12月24日 - 辻佐保子、日本の美術史家（* 1930年）[67]
- 12月24日 - 入川保則、日本の俳優（* 1939年）[68]
- 12月25日 - 柳宗理、日本の工業デザイナー（*1915年）[69]
- 12月25日 - 六世片岡芦燕、日本の歌舞伎役者（* 1926年）[70]
- 12月25日 - 十世岩井半四郎、日本の歌舞伎役者（* 1927年）[71]
- 12月26日 - 暁伸、日本の漫才師（* 1915年）[72]
- 12月26日 - 菊竹清訓、日本の建築家（* 1928年）[73]
- 12月26日 - 小笠原猛、日本のテレビ演出家（* 1941年）[74]
- 12月27日 - 上條勝久、日本の政治家、建設・内務官僚、元自民党参議院議員（* 1910年）[75]
- 12月27日 - マイケル・ダメット、イギリスの哲学者（* 1925年）[76]
- 12月27日 - ヘレン・フランケンサーラー、アメリカ合衆国の画家（* 1928年）[77]
- 12月27日 - ジョニー・ウィルソン、カナダの元アイスホッケー選手（* 1929年）[78]
- 12月28日 - 桜井哲夫、日本の詩人（* 1924年）[79]
- 12月28日 - 外林秀人、日本の物理化学研究者（* 1928年）[80]
- 12月28日 - 杉原輝雄、日本のプロゴルファー（* 1937年）[81]
- 12月28日 - 内藤陳、日本のハードボイルド小説家（* 1940年）[82]
- 12月29日 - 杉原昇、日本の政治家、元岡山県美星町長（* 1922年?）[83]
- 12月29日 - 吉本康永、日本の予備校講師、作家、文筆家（* 1947年）[84]
- 12月30日 - リカルド・レゴレッタ、メキシコの建築家（* 1931年）[85]
- 12月30日 - ワシリー・スタロドゥプツェフ、ソビエト社会主義共和国連邦及びロシア連邦の政治家（* 1931年）[86]
- 12月30日 - 田中眞澄、日本の映画評論家（* 1946年）[87]
- 12月30日 - 金槿泰、大韓民国の政治家（* 1947年）[88]
- 12月31日 - 松平康隆、日本の元バレーボール選手、バレーボール指導者、第20回夏季オリンピックミュンヘン大会バレーボール日本男子代表監督（* 1930年）[89]
- 12月31日 - 宮下トモヤ、日本の総合格闘家（* 1981年）[90]